# مامان و بابا
مامان و بابا (انگلیسی: Mom and Dad) یک فیلم به کارگردانی ویلیام بوداین است که در سال ۱۹۴۵ منتشر شد.